# A Gentleman's Excuse Me
A Gentleman's Excuse Me is een nummer uit 1990 van de Schotse zanger Fish, bekend als leadzanger van de band Marillion. Het nummer is de derde single van Fish's eerste soloalbum Vigil in a wilderness of mirrors.
"A Gentleman's Excuse Me" is een ballad met piano en strijkers. De  plaat werd enkel in het Verenigd Koninkrijk en Nederland een bescheiden succes. In het Verenigd Koninkrijk bereikte de single de 30e positie in de UK Singles Chart.
In Nederland werd de plaat veel gedraaid op Radio 2 en Radio 3 en werd een radiohit. De plaat bereikte de 25e positie in de Nationale Top 100 en de 34e positie in de Nederlandse Top 40. Na deze plaat heeft Fish nooit meer een notering in de Nederlandse hitlijsten weten te behalen.
In België werd géén notering behaald in zowel de Vlaamse Ultratop 50 als de Vlaamse Radio 2 Top 30.
‘A Gentleman’s Excuse Me’ is een vervolg op het beroemde Kayleigh van Marillion uit 1985. Waar Fish met ‘Kayleigh’ succesvol probeerde zijn verloren liefde terug te halen, vertelt hij in ‘A Gentleman’s Excuse Me’ dat de relatie na enkele jaren niet meer werkt. Het is een definitief afscheid van zijn geliefde Kayleigh.

## NPO Radio 2 Top 2000
| Nummer met noteringen in de NPO Radio 2 Top 2000 | '07 | '08 | '09 | '10 | '11 | '12 | '13 | '14 | '15 | '16 | '17 | '18  | '19 | '20 | '21 | '22 | '23 | '24 |
| ------------------------------------------------ | --- | --- | --- | --- | --- | --- | --- | --- | --- | --- | --- | ---- | --- | --- | --- | --- | --- | --- |
| A Gentleman's Excuse Me                          | 730 | -   | 852 | 894 | 882 | 630 | 556 | 665 | 621 | 789 | 846 | 1037 | 890 | 851 | 771 | 690 | 769 | 600 |

1. ↑  Een '-' betekent dat het nummer niet was genoteerd en een vetgedrukt getal geeft de hoogste notering aan.
2. ↑  2007 was het eerste jaar met een notering voor dit nummer.